# Frederik Irgens Jensen
Frederik Irgens Jensen (født 10. september 1999 i Fuglebjerg) er en forhenværende cykelrytter fra Danmark og nuværende sportsdirektør på juniorholdet Team Zealand Cycling-Kuehne+Nagel.

## Karriere
Efter at Irgens Jensen havde kørt som ungdomsrytter hos Slagelse Cykle Ring, 	BH Fabin Sport-Slagelse og Team Pythonpro.com-VeloWear, skiftede han fra 2018-sæsonen til WasteApp-O.B. Wiik. Fra starten af 2020 underskrev han en étårig kontrakt med kontineltalholdet BHS-PL Beton Bornholm. I slutningen af 2020, 2021 og 2022 forlængede parterne hver gang kontrakten med et år.
Han stoppede karrieren i starten af oktober 2023. Det var efter at han havde kørt sidste afdeling af Demin Cup, og sikret sig en samlet andenplads.
Fra 2024 blev han sportsdirektør for Team Zealand Cycling-Kuehne+Nagel.